# Osam-na-četrnaest
Osam na četrnaest (eng. eight-to-fourteen, EFM) je način kodiranja binarnog niza znamenaka (bitova) kod kojeg se svakih 8 bita zamjenjuje nizom od 14 bita. Svrha kodiranja je da se izbjegnu situacije gdje postoje dugi nizovi uzastopnih istovjetnih bitova, koji bi u nekim fizičkim prikazima (npr. NRZI) doveli do gubitka sinkronizacije između izvora signala i primatelja.
Osam-na-četrnaest osigurava da će u izlaznom nizu bitova uzastopnih nula biti najmanje 2 i najviše 10, pa stoga je to ujedno RLL kodiranje s parametrima (8/14, 2, 10).

## Vanjske poveznice
- Konverzijska tablica „Osam na četrnaest” (engleski)